# 13 tháng 11
Ngày 13 tháng 11 là ngày thứ 317 trong mỗi năm thường (ngày thứ 318 trong mỗi năm nhuận). Còn 48 ngày nữa trong năm.

## Sự kiện

### Thế kỷ 10
- 926 – Vũ Uy tiết độ sứ-Đồng bình chương sự Vương Diên Hàn tự xưng là Đại Mân quốc vương, tiến hành lập cung điện, dựng bá quan, tức ngày Kỉ Sửu (6) tháng 10 năm Bính Tuất.
- 938 – vua Nam Hán sai con là Hoàng Thao đưa quân sang xâm lược nước ta.

### Thế kỷ 11
- 1002 – Quốc vương Anh Ethelred ra lệnh giết tất cả mọi người Đan Mạch ở nước Anh, trong sự kiện ngày nay được gọi là cuộc Tàn sát Lễ Thánh Brice.

### Thế kỷ 18
- 1775 – Cách mạng Hoa Kỳ: Lính cách mạng dưới Đại tá Ethan Allen tấn công Montreal, đang khi Tướng Anh Guy Carleton bảo vệ thành phố. Lính Allen thiếu tổ chức và bị thua nặng.

### Thế kỷ 19
- 1805 – Johann Georg Lahner sáng tạo bánh hot dog.
- 1841 – James Braid chứng kiến hiện tượng từ thứ vật lần đầu tiên, làm ông nghiên cứu thôi miên.
- 1851 – Nhóm Denny vào đất liền tại Mũi Alki, họ trở thành thực dân đầu tiên của Seattle, Washington ngày nay.
- 1887 – Người biểu tình đấu với cảnh sát vào phố Luân Đôn, trong Chủ nhật đẫm máu.

### Thế kỷ 20
- 1907 – nhà sáng chế người Pháp Paul Cornu đã làm ra chiếc máy bay trực thăng. Chiếc trực thăng này chỉ nâng mình khỏi mặt đất với độ cao 0,5m và đứng trong không khí được 20 giây.
- 1908 – Andrew Fisher được trở thành Thủ tướng Úc thứ 5.
- 1909 – Vụ Ballinger-Pinchot bắt đầu: Tập chí Collier's kết tội Bộ trưởng nội vụ Hoa Kỳ Richard Ballinger có quan hệ đáng ngờ về những vùng mỏ than tại Alaska.
- 1916 – Thủ tướng Úc William Morris Hughes bị đuổi ra khỏi đảng Lao động về vụ ủng hộ chế độ cưỡng bách tòng quân.
- 1940 – Phim hoạt họa Fantasia được phát hành.
- 1941 – Chiến tranh thế giới thứ hai: Tàu sân bây HMS Ark Royal bị tàu phóng ngư lôi U 81 bắn, tàu Ark Royal chìm vào ngày 14 tháng 11.
- 1942 – Trận Guadalcanal, Chiến tranh thế giới thứ hai: Những phi công của USS Enterprise chìm tàu chiến nhanh Nhật Hiei.
- 1947 – Liên Xô hoàn thiện việc phát triển AK-47, một trong những loại súng trường thông dụng của thế kỷ 20.
- 1950 – Tướng Carlos Delgado Chalbaud bị ám sát tại Caracas (Venezuela).
- 1954 – Vương quốc Anh thắng Pháp để đoạt Giải Bóng bầu dục Quốc tế ở Paris trước vào khoảng 30.000 người có mặt.
- 1956 – Tối cao Pháp viện Hoa Kỳ tuyên bố là những luật của Alabama và Montgomery bắt xe buýt phải chia riêng theo màu da không hợp pháp; quyết định này kết thúc cuộc Tẩy chay Xe buýt ở Montgomery.
- 1960 – Sammy Davis, Jr. đám cưới nữ diễn viên Thụy Điển May Britt. Hôn nhân giữa chủng tộc vẫn không hợp pháp ở 31 tiểu bang Mỹ.
- 1960 – Nhà coi phim ở Amude Syria bị đốt cháy, giết 152 người.
- 1961 – Vladimir Yefimovich Semichastny tiếp theo Aleksandr Nikolayevich Shelepin là chủ tịch của KGB.
- 1965 – Tàu SS Yarmouth Castle bị cháy và chìm cách Nassau 60 dặm, 90 người bị mất.
- 1965 – Ngày truyền thống Trung đoàn Tên lửa 257 - Đoàn Cờ Đỏ anh hùng, thuộc Sư đoàn Phòng không 361.
- 1969 – Chiến tranh Việt Nam: Những người chống chiến tranh tại Washington, DC biểu tình trong cuộc "Hành quân chống sự chết" tượng trưng.
- 1969 – Những người làm công tác nghệ thuật điện ảnh Việt Nam đã tiến hành Đại hội thành lập Hội Điện ảnh Việt Nam vào ngày 13-14/11/1969. Hội có trụ sở ở 51 phố Trần Hưng Đạo - Hà Nội.
- 1970 – Bão Bhola: cơn bão 190 km/h đổ bộ vào miền đông người châu thổ sông Hằng của Đông Pakistan (Bangladesh ngày nay), giết vào khoảng 500.000 người ban đêm. Bão Bhola được gọi là một trong những thảm họa tự nhiên nặng nhất trong thế kỷ 20.
- 1971 – Tàu thăm dò vũ trụ Mariner 9 được trở thành tàu vũ trụ đầu tiên đi vào quỹ đạo của hành tinh khác, nó quay trung quanh Hỏa Tinh không có sao.
- 1974 – Nhà hoạt động chính trị hạt nhân Karen Silkwood bị mất khi đâm xe, bà đang đi phỏng vấn nhà báo David Burnham của tờ báo The New York Times. Những tờ giấy của bà bị mất; sau đó, FBI giải quyết là những tờ giấy bị mất tình cờ, nhưng nhiều người nghi ngờ về tính công bằng của điều tra đó.
- 1974 – Chủ tịch PLO Yasser Arafat đưa bài diễn văn quan trọng đằng trước Đại hội đồng Liên Hợp Quốc.
- 1981 – Những người lái xe mô tô tổ chức Friday the 13th lần đầu tiên ở Cảng Dover, Ontario, Canada.
- 1982 – Cuộc thi quyền thuật chơi ở Las Vegas, Nevada kết thúc khi Ray Mancini thắng Kim Duk Koo. Ông Kim bị mất vào ngày 17 tháng 11, làm thể thảo phải thay đổi nhiều.
- 1982 – Đài kỷ niệm Chiến tranh Việt Nam được khánh thành ở Washington, DC sau hàng ngàn cựu chiến binh trong Chiến tranh Việt Nam hành quân tới đấy.
- 1985 – Núi lửa Nevado del Ruiz phun lửa và tan ra một sông băng, làm lahar (đất chảy trên núi lửa) chôn thành phố Armero, Colombia, giết vào khoảng 23.000 người.
- 1985 – Xavier Suarez được tấn phong là thị trưởng Miami đầu tiên sinh từ Cuba.
- 1990 – Trang web đầu tiên được xuất bản trên World Wide Web.
- 1991 – Ban Chỉ đạo quản lý thị trường Trung ương ban hành Quyết định 103/QLTT-TW về việc Quy định số hiệu và thẻ kiểm tra thị trường của cán bộ quản lý thị trường.
- 1994 – Dân Thụy Điển bỏ phiếu gia nhập Liên minh Âu Châu trong cuộc trưng cầu dân ý.
- 1995 – Chính phủ ban hành Điều ước quốc tế số DUQTSP về Hiệp định giữa Chính phủ CHXHCN Việt Nam và Chính phủ Canada về thương mại và mậu dịch.

### Thế kỷ 21
- 2001 – Kỳ Doha: Tổ chức thương mại thế giới kết thúc hội nghị 4 ngày ở Doha, Qatar.
- 2001 – Chiến tranh chống khủng bố: Lần đầu tiên như vậy sau Chiến tranh thế giới thứ hai, Tổng thống Hoa Kỳ George W. Bush ký lệnh thiết lập tòa án quân đội để xét xử người nước ngoài nào bị nghi ngờ có liên hệ với kế hoạch khủng bố tại Hoa Kỳ.
- 2002 – Vụ giảm quân bị Iraq: Iraq nhận những điều khoản của Nghị quyết Hội đồng Bảo an LHQ 1441.
- 2002 – Tàu chở dầu Prestige chìm vào bờ biển Galicia và làm nhiều dầu chảy.
- 2010 - Aung San Suu Kyi được nhà cầm quyền Myanmar trả tự do sau 21 năm giam cầm tại gia.
- 2015 - Khủng bố IS xả súng và nổ bom tự sát tại Paris làm hơn 120 người bị thương.(Đây là vụ xả súng đẫm máu lớn nhất tại Pháp sau Chiến tranh thế giới thứ hai).

## Sinh
- 354 – Thánh Augustinô thành Hippo, Giám mục, Tiến sĩ Hội Thánh.
- 1125 – Lục Du, nhà thơ, quan thời Nam Tống (m. 1210).
- 1891 – Erwin Rommel, vị tướng nổi tiếng của Đức Quốc xã trong thế chiến thứ hai (m. 1944).
- 1907 – Quốc Vương Lào Savang Vatthana
- 1934 – La Lan, nữ diễn viên Hồng Kông.
- 1957 – Greg Abbott.
- 1986 – Moon Chae-won, nữ diễn viên người Hàn Quốc
- 1996 - Nguyễn Cao Kỳ Duyên, Hoa hậu Việt Nam 2014, Miss Universe Vietnam 2024

## Ngày lễ và ngày kỷ niệm
```
*Kitô giáo 
ngày lễ
:
**
Agostina Livia Pietrantoni

**
Brice of Tours

**
Didacus (Diego) của Alcalá

**
Eugenius II của Toledo

**
Frances Xavier Cabrini

**
Homobonus

**
John Chrysostom
 (
Chính thống giáo Đông phương
, Nghỉ ngơi)
**
Quintian của Rodez

**Các vị thánh của 
Gia đình Benedictine

**Các vị thánh thuộc Dòng 
Premonstratensian

**
Stanislaus Kostka

**
Charles Simeon
 (
Nhà thờ Anh
)
** 
Trăm ngàn Thánh tử đạo ở Tbilisi
 (
Nhà thờ Chính thống Gruzia
)
*
Ngày Sadie Hawkins
 (
Hoa Kỳ
)
*
Ngày Tử tế Thế giới
```